# Stadionul Daco-Getica
Stadionul Daco-Getica este un stadion multifuncțional din Sectorul 2, București, România. Cu o capacitate de 3.000 locuri, găzduiește meciurile de pe teren propriu ale echipei de fotbal Daco-Getica București.